# Sogang University

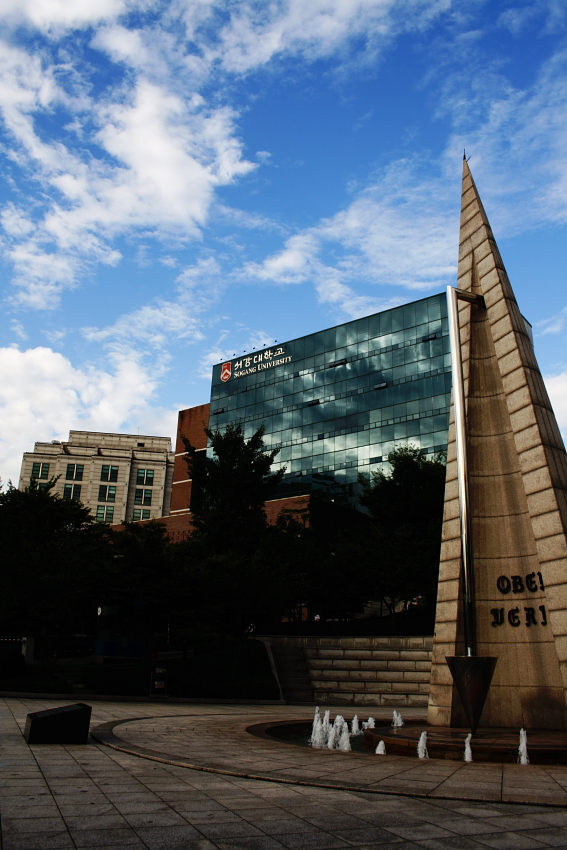
Sogang University

Die Sogang University (Hangeul: 서강대학교; Hanja: 西江大學校) ist eine römisch-katholische Privatuniversität in der südkoreanischen Hauptstadt Seoul. Sie wird als eine der besten Privatuniversitäten und eine der renommiertesten Eliteschulen in Südkorea angesehen. So erhalten nur etwa 1 % der Highschool-Absolventen im Land eine Zulassung. Das Ranking der Universität bleibt jedoch hinter ihrem Ruf und ihren Bewertungsergebnissen zurück, da sie keine medizinische Fakultät und weniger Studenten als einige andere koreanische Universitäten hat. 

## Überblick
Die Sogang University wurde 1960 von Jesuiten der Ordensprovinz Wisconsin unter der Leitung von Pater Theodor Geppert gegründet. Schwesteruniversitäten, die der jesuitischen Philosophie folgen, sind die Georgetown University, das Boston College und die Sophia University. Die Sprachschule (Korean Language Education Center) der Sogang University genießt einen guten Ruf und fokussiert sich auf praktische Anwendung (Sprechen). Zudem haben im Laufe der Jahre zahlreiche internationale Persönlichkeiten die Universität besucht, darunter Mutter Teresa, Papst Johannes Paul II. und Papst Franziskus. Im Jahr 1998 stattete auch der deutsche Bundespräsident Roman Herzog der Sogang University einen offiziellen Besuch ab. Aufgrund dieser wichtigen Aktivitäten wurde eine Gruppe von mit der Universität verbundenen Ökonomen, die in der wirtschaftspolitischen Gestaltung tätig waren, als „Sogang School“ bezeichnet.

## Fakultäten/Studienprogramme
- Undergraduate Programs
  - School of Humanities and International Cultures
  - School of Social Sciences
  - School of Integrated Knowledge
  - School of Natural Sciences
  - School of Engineering
  - School of Economics
  - Sogang Business School (Undergraduate Program)
  - School of Communication
  - School of Law

- Graduate Programs
- Professional Graduate Schools
  - Graduate School of Theology
  - Graduate School of International Studies
  - Graduate School of Media Communications
  - Sogang Business School (Graduate Programs)
  - Law School
  - Graduate School of MOT(Management of Technology)
- Special Graduate Programs
  - Graduate School of Public Policy
  - Graduate School of Education
  - Graduate School of Economics
  - Graduate School of Mass Communication
  - Graduate School of Information & Technology

## Bekannte Absolventen und Dozenten
- Park Geun-hye, 11. Präsidentin der Republik Korea

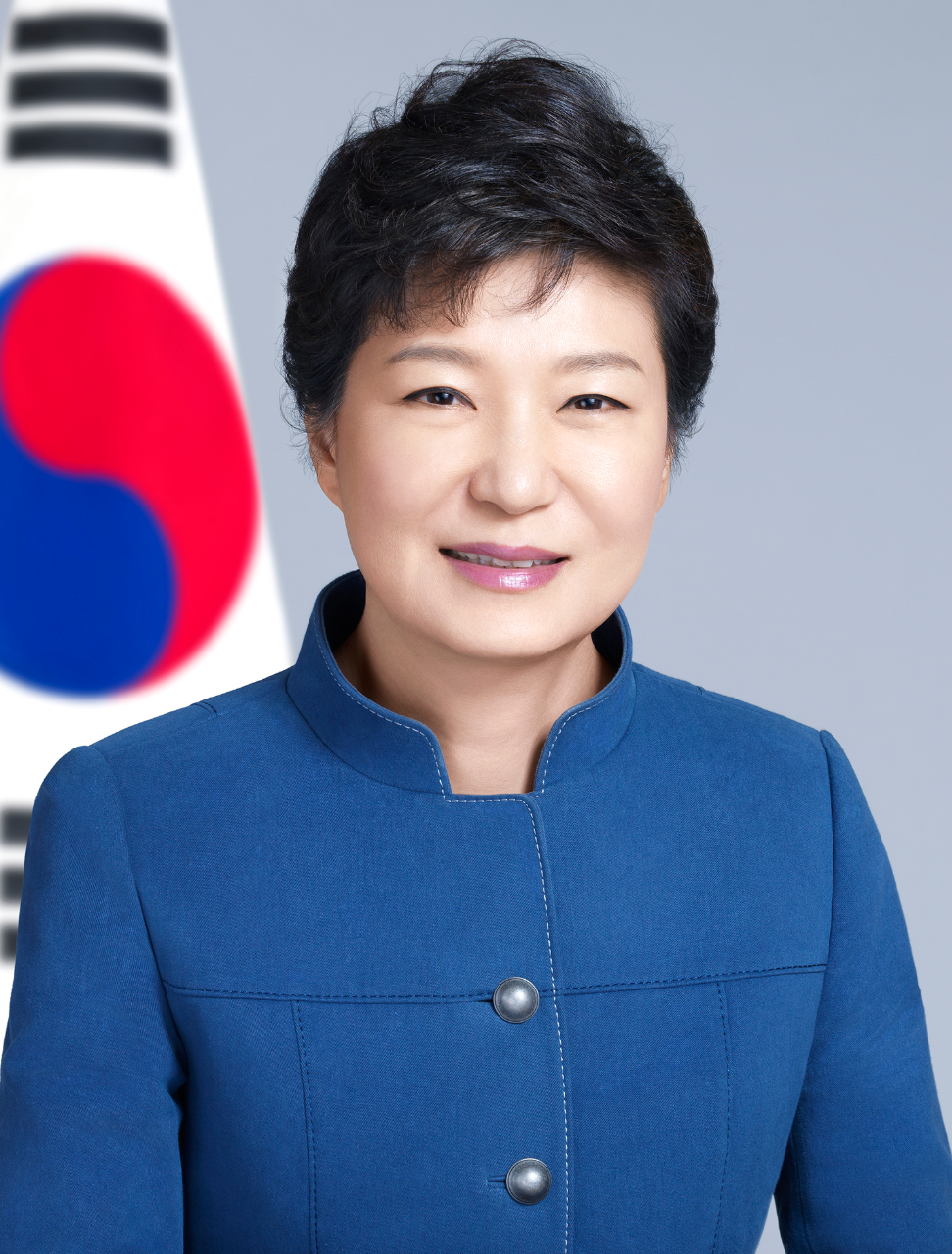
Park Geun-hye, 11th president of the Republic of Korea